# Sven Lundqvist (skytt)
Sven Lundqvist, född 24 mars 1920, död 3 september 2007, var en svensk sportskytt. Han blev olympisk bronsmedaljör i London 1948.